# Ernest Bai Koroma
Ernest Bai Koroma (Makeni, 2 oktober 1953) is een Sierra-Leoons politicus. Tussen september 2007 en april 2018 was hij president van Sierra Leone.

## Biografie
Koroma werd geboren in Makeni, een stad in het noorden van Sierra Leone. In 1976 studeerde hij af aan Fourah Bay College, de oudste universiteit in West-Afrika. Ruim 24 jaar lang was hij werkzaam in de verzekeringssector.
In 2002 stapte Koroma over naar de politiek. Hij werd verkozen tot leider van de All People's Congress (APC), destijds de belangrijkste oppositiepartij van het land. In hetzelfde jaar deed hij mee aan de presidentsverkiezingen, maar werd verslagen door zittend president Ahmad Tejan Kabbah, die ruim 70% van de stemmen behaalde. Koroma nam zitting in het parlement, waar hij zijn thuisdistrict Bombali vertegenwoordigde. In 2005 werd hij verkozen tot oppositieleider.

#### President
Bij de presidentsverkiezingen van 2007 mocht president Kabbah zich na twee voltooide termijnen niet opnieuw verkiesbaar stellen. Zijn partij, de Sierra Leone People's Party (SLPP), schoof vicepresident Solomon Berewa naar voren om het tegen Koroma op te nemen. Met ruim 54% van de stemmen slaagde Koroma erin verkozen te worden tot president. Lokale en internationale waarnemers verklaarden dat de verkiezingen vrij en eerlijk waren verlopen. Koroma werd op 17 september 2007 ingezworen in de hoofdstad Freetown.
Als president richtte Koroma zich op het bestrijden van corruptie, het stimuleren van de vrije markt en het verbeteren van de gezondheidszorg. In 2010 tekende hij een wet die voorziet in gratis zorg voor zwangere vrouwen, pleegmoeders en kinderen. Tevens zette Koroma zich in voor de heropbouw van de infrastructuur, die veel te lijden heeft gehad tijdens de Sierra Leoonse Burgeroorlog.
In november 2012 werd Koroma herkozen met ruim 58% van de stemmen. Hij beschouwde de hervormingen en de strijd tegen corruptie als zijn belangrijkste taken. Verder wilde hij banen creëren voor de jeugd, meer buitenlandse investeerders aantrekken en elektriciteitsnetwerken aanleggen naar elk district in Sierra Leone.
Koroma was tien en een half jaar president. Bij de verkiezingen van 2018 mocht hij zich na twee termijnen niet opnieuw verkiesbaar stellen. Hij werd op 4 april 2018 opgevolgd door Julius Maada Bio (SLPP).
In december 2023 werd Ernest Bay Koroma na twee dagen ondervraging onder huisarrest geplaatst na gebeurtenissen die plaatsvonden op 26 november 2023 tijdens demonstraties, door de autoriteiten van Sierra Leone beschreven als een poging tot staatsgreep.